# جواو كابرال دي ميلو نيتو
جواو كابرال دي ميلو نيتو (بالبرتغالية: João Cabral de Melo Neto‏) هو كاتب مسرحي ودبلوماسي وكاتب وشاعر برازيلي، ولد في 9 يناير 1920 في ريسيفي في البرازيل، وتوفي في 9 أكتوبر 1999 في ريو دي جانيرو في البرازيل.

## وصلات خارجية
- جواو كابرال دي ميلو نيتو على موقع IMDb (الإنجليزية)
- جواو كابرال دي ميلو نيتو على موقع الموسوعة البريطانية (الإنجليزية)
- جواو كابرال دي ميلو نيتو على موقع ميوزك برينز (الإنجليزية)
- جواو كابرال دي ميلو نيتو على موقع ديسكوغز (الإنجليزية)